# Котлучино
Котлучино — село в Юрьев-Польском районе Владимирской области России, входит в состав Небыловского сельского поселения.

## География
Село расположено расположено на берегу речки Куфтига в 7 км на юг от центра поселения села Небылое и в 34 км на юго-восток от райцентра города Юрьев-Польский.

## История
Село Котлучино в первый раз упоминается в меновой грамоте 1497 года великого князя Иоанна Васильевича III с племянниками, князьями Феодором и Иоанном Борисовичами Волоцкими. Из той же грамоты мы узнаём, что их отец, волоцкий князь Борис, пожертвовал село московскому Спасскому монастырю. В грамоте говорится: «А что отец их князь Борис дал в монастырь к святому Спасу на Москву свое село Котлучино с деревнями во Володимерском уезде, и мне то село ведати данью и судом». В книгах патриаршего казённого приказа за 1628 год записана «церковь Рождества Иоанна Предтечи в селе Котлучине в вотчине Спаса Нового монастыря, что на Москве». В 1779 году в Котлучине была поставлена новая деревянная церковь. Она стояла, пока не была в 1826-1829 годах построена каменная церковь с каменной же колокольней, с двумя престолами: главным в честь Рождества Иоанна Предтечи, и в тёплом приделе - Святителя Николая Чудотворца.
В конце XIX — начале XX века село входило в состав Чековской волости Владимирского уезда.
С 1929 года село входило в состав Чековского сельсовета Юрьев-Польского района, с 1935 года — Небыловского района, с 1965 года вновь в составе Юрьев-Польского района.

## Население
| 1859 | 1905 | 1926 |
| ---- | ---- | ---- |
| 546  | 494  | 577  |

| 1859 | 1905 | 1926 | 2002 | 2010 | 2021 |
| ---- | ---- | ---- | ---- | ---- | ---- |
| 546  | ↘494 | ↗577 | ↘30  | ↘20  | ↗73  |

## Достопримечательности
В селе находится полуразрушенная Церковь Рождества Иоанна Предтечи (1819-1830).